# Jochen Hinkelbein
Jochen Hinkelbein (* 13. Februar 1974 in Germersheim; † 21. März 2025 in Sankt Augustin-Hangelar) war ein deutscher Luft- und Raumfahrtmediziner und Lehrstuhlinhaber für Notfallmedizin und Anästhesiologie.

## Leben
Jochen Hinkelbein studierte an der Ruprecht-Karls-Universität Heidelberg von 1994 bis 2001 Humanmedizin. Er promovierte 2002 zum Dr. med. Nach der Facharztweiterbildung war er ab 2008 zunächst als Oberarzt in der Klinik für Anästhesiologie und Operative Intensivmedizin am Universitätsklinikum Mannheim tätig. 2010 folgte die Habilitation im Fach Anästhesiologie. Nach dem Wechsel an die Klinik für Anästhesiologie und Operative Intensivmedizin des Universitätsklinikums Köln schloss sich die außerplanmäßige Professur 2015 an.
Anschließend folgte er 2023 dem Ruf auf den Lehrstuhl für Notfallmedizin der Ruhr-Universität Bochum und der damit verbundenen Stelle als Direktor der Universitätsklinik für Anästhesiologie, Intensiv- und Notfallmedizin am Johannes Wesling Klinikum Minden.
Er war zudem langjähriges Vorstandsmitglied der Deutschen Gesellschaft für Luft- und Raumfahrtmedizin (DGLRM e. V.) sowie Präsident der European Society of Aerospace Medicine (ESAM). Hinkelbein besaß eine Berufspilotenlizenz.
Jochen Hinkelbein starb am 21. März 2025 in Sankt Augustin-Hangelar im Alter von 51 Jahren beim Absturz eines Kleinflugzeugs, das er als Pilot gesteuert hatte. Seine sechsjährige Tochter konnte sich verletzt aus dem Wrack befreien.

## Forschungsschwerpunkte
Hinkelbein forschte u. a. zum Atemwegsmanagement, zu Reanimation und Schmerztherapie sowie zu (hypobarer) Hypoxie.
Die Forschungsschwerpunkte umfassten das gesamte Gebiet der Anästhesiologie (Monitoring, Pulsoxymetrie, Atemwegsmanagement), Intensivmedizin (Sepsis, Septisches (Multi-)Organversagen, Hyperoxie), Notfallmedizin (Polytrauma, Reanimation und Reanimationsqualität, Atemwegsmanagement, Videolaryngoskopie, supraglottische Atemwegshilfsmittel und invasive Atemwegstechniken) und Schmerzmedizin (Autosuggestion, intra- und postoperativer Schmerz).
Zudem engagierte Hinkelbein sich mehr als 20 Jahre lang in der Luft- und Raumfahrtmedizin. Er erforschte in seiner Funktion als Notfallmediziner unter anderem notfallmedizinische Konzepte für Langzeitmissionen.
Hinkelbein ist Erstautor der ersten evidenzbasierten Leitlinie für die Behandlung eines Herz-Kreislauf-Stillstands während eines Linienflugs. Für deren Erstellung analysierte eine Task Force der Deutschen Gesellschaft für Luft- und Raumfahrtmedizin (DGLRM) publizierte Studien und entwickelte zusammen mit der AWMF eine Leitlinie. In der S2e-Leitlinie werden 28 evidenzbasierte Empfehlungen gegeben, die alle relevanten Bereiche abdecken (Allgemeine Anmerkungen über Notfallausstattung, Reanimationsstrategien, Airwaymanagement, Qualifikationen der Crew und außerplanmäßige Zwischenlandungen bis hin zur „post-resuscitation care“).
Zudem ist Hinkelbein Erstautor der ersten evidenzbasierten Leitlinie für die Behandlung eines Herz-Kreislauf-Stillstands im Weltall (Schwerelosigkeit).

## Auszeichnungen
Neben dem Gewinn diverser Posterpreise, Lehrpreise und hoch-dotierter Forschungsfonds wurde er 2013 zum Fellow der Aerospace Medical Association (FAsMA) ernannt sowie 2024 zum Fellow der European Society of Anaesthesiology and Intensive Care (FESAIC).